# Riu Sakaleona
Sakaleona és un riu que es troba a les regions d'Amoron'i Mania i Vatovavy-Fitovinany, a l'est de Madagascar. Neix a les terres altes centrals i desemboca a l'oceà Índic, a prop de Nosy Varika.